# Wolf Neumeister
Wolf Neumeister (* 10. Mai 1897 in Dresden; † 12. August 1984 in München) war ein deutscher Drehbuchautor.

## Leben
Nach seinem Studium der Germanistik in Dresden und Hamburg erhielt er ab 1923 in beiden Städten sowie am Theater Bremen Engagements als Theaterregisseur und Dramaturg. Er war Mitbegründer des Städtebundtheaters in Neuss, wo er 1925/26 als Oberspielleiter fungierte.
1926/27 arbeitete er am Theater Koblenz, danach in Stuttgart, Oldenburg, München und Berlin. Daneben schrieb er Artikel für Zeitungen und Zeitschriften und war Sprecher beim Reichssender Berlin. Seit 1934 lieferte er Drehbücher für Filmkomödien, später auch für Propagandafilme. 
Nach dem Krieg war Neumeister zunächst für die DEFA tätig, ab 1949 schrieb er für bundesdeutsche Produzenten. Aus seiner Feder flossen zahlreiche harmlose Komödien und Liebesfilme, wie sie für den später als „Opas Kino“ bezeichneten deutschen Film der 1950er und beginnenden 1960er Jahre charakteristisch waren. Längere Zeit war er zweiter Vorsitzender des Verbandes deutscher Filmautoren.

## Filmografie
- 1934: Die Freundin eines großen Mannes
- 1934: Ich sehne mich nach dir
- 1935: Königstiger
- 1936: Die Entführung
- 1936: Kater Lampe
- 1936: Der ahnungslose Engel
- 1937: Husaren, heraus
- 1937: Ball im Metropol
- 1937: Ein Mädel vom Ballett
- 1937: Streit um den Knaben Jo
- 1938: Was tun, Sybille? (auch Schauspieler)
- 1938: Der Tag nach der Scheidung
- 1938: Frauen für Golden Hill
- 1939: D III 88
- 1940: Aus erster Ehe
- 1940: Der Fuchs von Glenarvon
- 1941: Kampfgeschwader Lützow
- 1941: Die Kellnerin Anna
- 1942: Der Seniorchef
- 1943: Die goldene Spinne
- 1943: Floh im Ohr
- 1943: Der dunkle Tag
- 1943/47: Quax in Afrika
- 1944: Der grüne Salon
- 1949: Mordprozess Dr. Jordan
- 1949: Quartett zu fünft
- 1951: Eine Frau mit Herz
- 1951: Die Tat des Anderen
- 1951: Die Dame in Schwarz
- 1951: Grenzstation 58
- 1952: Drei Tage Angst
- 1952: Das weiße Abenteuer
- 1953: Ave Maria
- 1953: So ein Affentheater
- 1953: Komm zurück …
- 1953: Die Nacht ohne Moral
- 1954: Hochzeitsglocken
- 1956: Die Geierwally
- 1956: Kirschen in Nachbars Garten
- 1956: Drei Birken auf der Heide
- 1958: Ein Amerikaner in Salzburg
- 1958: Man ist nur zweimal jung
- 1958: Grabenplatz 17
- 1958: Dr. Crippen lebt
- 1958: Immer die Radfahrer
- 1958: Vater, Mutter und neun Kinder
- 1959: Immer die Mädchen
- 1959: Der Mann, der sich verkaufte
- 1960: Orientalische Nächte
- 1960: Kein Mann zum Heiraten
- 1960: Sooo nicht, meine Herren!
- 1960: Juanito
- 1961: Drei Mann in einem Boot
- 1962: Der Pastor mit der Jazztrompete
- 1962: Wilde Wasser
- 1962: Auf Wiedersehn am blauen Meer
- 1964: Der Satan mit den roten Haaren
- 1963–1965: Die Karte mit dem Luchskopf (Serie, 13 Folgen)
- 1966: Der Mörder mit dem Seidenschal (nur Adaption)